# Лазурі (комуна)
Лазурі (рум. Lazuri) — комуна у повіті Сату-Маре в Румунії. До складу комуни входять такі села (дані про населення за 2002 рік):
- Берку (619 осіб)
- Лазурі (2447 осіб) — адміністративний центр комуни
- Нороєнь (359 осіб)
- Нісіпень (834 особи)
- Пелеш (829 осіб)
- Пелішор (274 особи)

Комуна розташована на відстані 453 км на північний захід від Бухареста, 7 км на північ від Сату-Маре, 131 км на північний захід від Клуж-Напоки.

## Населення
За даними перепису населення 2002 року у комуні проживали 5362 особи.
Національний склад населення комуни:
| Національність   | Кількість осіб | Відсоток |
| ---------------- | -------------- | -------- |
| угорці           | 4299           | 80,2%    |
| румуни           | 789            | 14,7%    |
| цигани           | 253            | 4,7%     |
| німці            | 13             | 0,2%     |
| українці         | 6              | 0,1%     |
| росіяни-липовани | 1              | < 0,1%   |

Рідною мовою назвали:
| Мова       | Кількість осіб | Відсоток |
| ---------- | -------------- | -------- |
| угорська   | 4565           | 85,1%    |
| румунська  | 779            | 14,5%    |
| українська | 8              | 0,1%     |
| циганська  | 7              | 0,1%     |
| німецька   | 1              | < 0,1%   |
| російська  | 1              | < 0,1%   |

Склад населення комуни за віросповіданням:
| Релігія                                       | Кількість осіб | Відсоток |
| --------------------------------------------- | -------------- | -------- |
| реформати                                     | 1847           | 34,4%    |
| римо-католики                                 | 1553           | 29,0%    |
| греко-католики                                | 1396           | 26,0%    |
| православні                                   | 490            | 9,1%     |
| п'ятдесятники                                 | 16             | 0,3%     |
| баптисти                                      | 8              | 0,1%     |
| адвентисти                                    | 8              | 0,1%     |
| юдеї                                          | 4              | 0,1%     |
| не релігійні                                  | 3              | 0,1%     |
| лютерани (Синодально-пресвітеріанська церква) | 1              | < 0,1%   |
| не вказали релігію                            | 13             | 0,2%     |